# 蝴蝶果属
蝴蝶果属（学名：Cleidiocarpon）是大戟科下的一个属，为乔木植物。该属共有1种，分布于中国西南部至越南和缅甸北部。

## 下属物种
本属包括以下物种：
- 蝴蝶果 Cleidiocarpon cavaleriei (H.Lév.) Airy Shaw
- Cleidiocarpon laurinum Airy Shaw